# Conferência Centro-Oeste da Liga BFA 2019 - Elite
A Conferência Centro-Oeste é uma das quatro conferências da Liga BFA 2019 - Elite. Na conferência são oito times divididos em dois grupos: Centro e Oeste. Os times enfrentam os adversários dentro de seu próprio grupo com jogos de ida e volta. Os dois melhores colocadas de cada grupo avançam aos Playoffs, com o primeiro recebendo o segundo colocado do outro grupo. Os vencedores avançam para a final de conferência. O campeão da conferência enfrenta o campeão da Conferência Sul. A pior equipe da conferência sendo rebaixada para a Liga BFA 2020 - Acesso.

## Classificação
Classificados para os Playoffs estão marcados em verde e em rosa o rebaixado à Liga BFA 2020 - Acesso.
Grupo Centro
| Pos | Times                   | V | E | D | PCT   | PF  | PS  | SP   |
| --- | ----------------------- | - | - | - | ----- | --- | --- | ---- |
| 1   | Tubarões do Cerrado     | 6 | 0 | 0 | 1.000 | 352 | 24  | 328  |
| 2   | Leões de Judá           | 4 | 0 | 2 | .667  | 153 | 112 | 41   |
| 3   | Campo Grande Predadores | 2 | 0 | 4 | .333  | 191 | 145 | -46  |
| 4   | Brasília Templários     | 0 | 0 | 6 | .000  | 0   | 415 | -415 |

Grupo Oeste
| Pos | Times              | V | E | D | PCT  | PF  | PS  | SP   |
| --- | ------------------ | - | - | - | ---- | --- | --- | ---- |
| 1   | Cuiabá Arsenal     | 5 | 0 | 1 | .833 | 120 | 92  | 28   |
| 2   | Sorriso Hornets    | 4 | 0 | 2 | .667 | 116 | 80  | 36   |
| 3   | Rondonópolis Hawks | 3 | 0 | 3 | .500 | 185 | 142 | 43   |
| 4   | Sinop Coyotes      | 0 | 0 | 6 | .000 | 82  | 189 | -107 |

### Resultados
Primeira Rodada
| 29 de junho 14:30 UTC -4 | Relatório | Campo Grande Predadores | 07–18 | Leões de Judá |  | Estádio Municipal, São Gabriel do Oeste-MS |  |

| 29 de junho 18:00 UTC -4 | Relatório | Sorriso Hornets | 16–03 | Cuiabá Arsenal |  | Estádio Toca do Lobo, Sorriso-MT |  |

| 6 de julho 14:30 UTC -3 | Relatório | Brasília Templários | 00–79 | Tubarões do Cerrado |  | Universidade Católica de Brasília, Águas Claras-DF |  |

| 6 de julho 18:00 UTC -4 | Relatório | Rondonópolis Hawks | 45–33 | Sinop Coyotes |  | Estádio Engenheiro Luthero Lopes, Rondonópolis-MT |  |

Segunda Rodada
| 20 de julho 14:00 UTC -3 | Relatório | Tubarões do Cerrado | 56–00 | Campo Grande Predadores |  | Estádio Augustinho Lima, Sobradinho-DF |  |

| 20 de julho 14:00 UTC -3 | Relatório | Leões de Judá | 53–00 | Brasília Templários |  | Universidade Católica de Brasília, Águas Claras-DF |  |

| 27 de julho 17:00 UTC -4 | Relatório | Sinop Coyotes | 20–31 | Sorriso Hornets |  | Estádio Gigante do Norte, Sinop-MT |  |

| 28 de julho 14:00 UTC -4 | Relatório | Cuiabá Arsenal | 35–32 | Rondonópolis Hawks |  | 44º BIM, Cuiabá-MT |  |

Terceira Rodada
| 10 de agosto 14:00 UTC -3 | Relatório | Leões de Judá | 02–46 | Tubarões do Cerrado |  | Estádio Abadião, Ceilândia-DF |  |

| 5 de outubro[b] 14:00 UTC -3 | Relatório | Campo Grande Predadores | 100–00 | Brasília Templários |  | Estádio Olho do Furacão, Campo Grande-MS |  |

| 17 de agosto 14:00 UTC -4 | Relatório | Rondonópolis Hawks | 25–22 | Sorriso Hornets |  | Estádio Engenheiro Luthero Lopes, Rondonópolis-MT |  |

| 17 de agosto 17:00 UTC -4 | Relatório | Sinop Coyotes | 17–24 | Cuiabá Arsenal |  | Estádio Gigante do Norte, Sinop-MT |  |

Quarta Rodada
| 31 de agosto 18:00 UTC -4 | Relatório | Sorriso Hornets | 21–20 | Rondonópolis Hawks |  | Estádio Toca do Lobo, Sorriso-MT |  |

| 1 de setembro 14:30 UTC -3 | Relatório | Tubarões do Cerrado | 84–00 | Brasília Templários |  | Estádio Augustinho Lima, Sobradinho-DF |  |

| 1 de setembro 16:00 UTC -4 | Relatório | Cuiabá Arsenal | 27–00 | Sinop Coyotes |  | Arena Pantanal, Cuiabá-MT |  |

| 26 de outubro 14:00 UTC -3 | Relatório | Leões de Judá | 22–21 | Campo Grande Predadores |  | Estádio Augustinho Lima, Sobradinho-DF |  |

Quinta Rodada
| 14 de setembro 14:00 UTC -4 | Relatório | Rondonópolis Hawks | 21–24 | Cuiabá Arsenal |  | Estádio Engenheiro Luthero Lopes, Rondonópolis-MT |  |

| 21 de setembro 14:00 UTC -3 | Relatório | Brasília Templários | 00–50 | Leões de Judá |  | Universidade Católica de Brasília, Águas Claras-DF |  |

| 21 de setembro 14:00 UTC -3 | Relatório | Campo Grande Predadores | 14–49 | Tubarões do Cerrado |  | Estádio Olho do Furacão, Campo Grande-MS |  |

| 22 de setembro 17:00 UTC -4 | Relatório | Sorriso Hornets | 20–05 | Sinop Coyotes |  | Estádio Toca do Lobo, Sorriso-MT |  |

Sexta Rodada
| 5 de outubro 17:00 UTC -4 | Relatório | Sinop Coyotes | 07–42 | Rondonópolis Hawks |  | Estádio Gigante do Norte, Sinop-MT |  |

| 12 de outubro 14:00 UTC -3 | Relatório | Tubarões do Cerrado | 38–08 | Leões de Judá |  | Estádio Augustinho Lima, Sobradinho-DF |  |

| 19 de outubro | W.O.[a] | Brasília Templários | 00–49 | Campo Grande Predadores |  |  |  |

| 19 de outubro 15:00 UTC -4 | Relatório | Cuiabá Arsenal | 07–06 | Sorriso Hornets |  | Miniestádio Prof. Hélio de Oliveira, Várzea Grande-MT |  |